# Militärische Operationen im Zweiten Weltkrieg
Der Artikel Militärische Operationen im Zweiten Weltkrieg gibt einen Überblick über militärische Operationen im Zweiten Weltkrieg.

## Kriegsschauplatz Europa (inkl. Naher Osten und Nordafrika)

### Landkrieg

#### 1939
Osteuropa
Feldzug gegen Polen („Fall Weiß“)
- Besetzung des Jablunkapasses
- Gefecht um das polnische Postamt im Freistaat Danzig
- Schlacht von Mława
- Schlacht in der Tucheler Heide
  - Gefecht bei Krojanty
- Schlacht um die Festung von Modlin.
- Schlacht bei Radom
- Schlacht um Warschau
- Kampf um die Brester Festung (1939) am Fluss Bug
- Schlacht an der Bzura – Deutsche Truppen besiegen polnische Verbände bei Kutno.
- Schlacht in der Kampinos-Heide
- Schlacht bei Wizna – Deutsche Truppen durchbrechen polnische Verteidigungsstellung.
- Schlacht bei Kock – Letzte Schlacht des Überfalls auf Polen.

Sowjetische Besetzung Ostpolens
- Schlacht bei Szack

sowjetisch-finnischer Winterkrieg
- Schlacht von Kollaa – Finnische Truppen halten eine Verteidigungsstellung gegen sowjetischen Angriff.
- Schlacht von Salla in Lappland
- Schlacht von Kuhmo
- Schlacht von Suomussalmi – Finnische Truppen zerschlagen zwei sowjetische Divisionen.

#### 1940
Westeuropa
- Invasion in Dänemark und Norwegen („Unternehmen Weserübung“)
  - Schlacht um Narvik – Deutsche Truppen erobern norwegische Hafenstadt.
- Operation Valentine – Die Besetzung der Färöer-Inseln durch britische Truppen.
- Westfeldzug (Battle of -, Bataille de France; „Fall Gelb“)
  - Angriff auf die Niederlande, Belgien und Luxemburg
    - Schlacht um die Niederlande
      - Schlacht am Grebbeberg

    - Eroberung Fort Eben-Emael (10./11. Mai 1940)
    - Schlacht bei Hannut
- Schlacht bei Sedan
- Schlacht an der Aisne (1940)
- Schlacht von Dünkirchen – Deutsche Truppen erobern den Raum um die französische Stadt Dünkirchen.
  - Evakuierung des Britischen Expeditionskorps aus dem Hafen von Dünkirchen („Operation Dynamo“, eher literarisch oft als „Wunder von Dünkirchen“; British Expeditionary Force - BEF, aufgestellt seit 1938)
- Schlacht in den Westalpen

Nordafrika
- Operation Catapult – Angriff der Royal Navy auf die französische Flotte
- Italienische Invasion Ägyptens
- Operation Compass – Gegenangriff der Alliierten in Nordafrika

#### 1941
Osteuropa
Russlandfeldzug („Unternehmen Barbarossa“)
- Deutscher Vorstoß in Richtung Leningrad/Baltikum
  - Unternehmen Beowulf – Deutsche Truppen besetzen die estnische Insel Ösel.
  - Unternehmen Siegfried – Deutsche Truppen besetzen die estnische Insel Dagö.
  - Sowjetische Evakuierung von Tallinn
  - Schlacht an der Luga
  - Schlacht um Tichwin
  - Leningrader Blockade
- Deutscher Vorstoß in Richtung Moskau/Zentralrussland
  - Kesselschlacht bei Białystok und Minsk – Deutsche Truppen erobern weißrussische Hauptstadt und fügen der Sowjetunion schwere Verluste zu.
  - Kesselschlacht bei Smolensk – Deutsche Truppen erobern Smolensk und fügen der Sowjetunion schwere Verluste zu.
    - Sowjetische Gegenoffensive bei Jelnja
    - Roslawl-Nowosybkower Operation

  - Doppelschlacht bei Wjasma und Brjansk – Deutsche Truppen erobern Wjasma und Brjansk.
  - Schlacht um Moskau – Sowjetischen Truppen gelingt die Verteidigung der sowjetischen Hauptstadt und das Zurückdrängen der Deutschen.
    - Panzergefecht bei Mzensk
    - Schlacht um Tula
- Deutscher Vorstoß in Richtung Ukraine
  - Panzerschlacht bei Dubno-Luzk-Riwne – Deutsche Panzer vernichten sechs sowjetische Korps.
  - Deutsch/Rumänischer Vorstoß nach Bessarabien und in die Ukraine (Unternehmen München)
  - Kesselschlacht bei Uman – Deutsche Truppen fügen der Sowjetunion schwere Verluste zu.
  - Schlacht um Kiew – Deutsche Truppen erobern die ukrainische Hauptstadt.
  - Schlacht bei Charkow (1941)
  - Schlacht um Odessa – Rumänische Truppen erobern Odessa.
  - Schlacht um Sewastopol – Deutsche Truppen erobern sowjetische Küstenfestung.
  - Schlacht am Asowschen Meer
  - Schlacht um Rostow – Sowjetische Truppen verhindern deutschen Durchbruch zum Kaukasus.
- Deutsch/Finnischer Vorstoß nach Karelien/Lapplandfront (von Norwegen und Finnland aus).
  - Unternehmen Silberfuchs – Angriff deutscher und finnischer Truppen zur Eroberung der sowjetischen Hafenstadt Murmansk.
  - Finnische Offensive an der Karelischen Landenge
  - Finnische Invasion in Ostkarelien

Südosteuropa
- Angriff Italiens auf Griechenland
- Balkanfeldzug („Unternehmen Marita“)
  - Schlacht bei den Thermopylen (1941)
  - Luftlandeschlacht um Kreta – Deutsche Truppen erobern griechische Insel Kreta („Unternehmen Merkur“)

Afrika
Afrikafeldzug
- Unternehmen Sonnenblume – Entsendung erster deutscher Truppen nach Libyen zur Unterstützung der Italiener.
- Belagerung von Tobruk – Mehrmonatige und erfolglose Belagerung der libyschen Stadt Tobruk durch die Achsenmächte.
- Operation Brevity – Erster und gescheiterter Versuch der Alliierten die Belagerung von Tobruk aufzuheben.
  - Unternehmen Skorpion
- Operation Battleaxe – Zweiter und gescheiterter Versuch der Alliierten die Belagerung von Tobruk aufzuheben.
- Operation Crusader – Dritter und erfolgreicher Versuch der Alliierten die Belagerung von Tobruk aufzuheben.

Ostafrika:
- Schlacht von Keren – Alliierte Truppen durchbrechen italienische Verteidigung in Eritrea.
- Schlacht um den Amba Alagi – Alliierte Truppen erobern den von Italienern gehaltenen Berg Amba Alagi in Äthiopien.
- Schlacht von Gondar – Alliierte Truppen beenden die italienische Vorherrschaft in Ostafrika.

Asien
- Sonderstab F – deutsche Militärmission im Irak.
- Syrisch-Libanesischer Feldzug – Besetzung der unter Kontrolle Vichy-Frankreichs befindlichen französischen Kolonien Libanon und Syrien, durch alliierte Truppen.

#### 1942
Westeuropa
- Landung bei Dieppe (Operation Jubilee) – Alliierter Landungsversuch kanadischer Truppen in Nordfrankreich (Übung) wird abgewehrt.
- Unternehmen Anton – Besetzung von Vichy-Frankreich durch deutsche und italienische Truppen.
- Unternehmen Lila – Selbstversenkung der Vichy-Flotte.
- Unternehmen Cerberus – Deutsche Kriegsschiffe durchbrechen den Ärmelkanal.

Osteuropa
- Kampfgebiet Nordrussland
  - Schlacht am Wolchow
  - Schlacht von Welikije Luki
  - Kesselschlacht von Demjansk
    - Unternehmen Fallreep
    - Unternehmen Brückenschlag

  - Erste Schlacht am Ladogasee
  - Schlacht um Cholm
  - Kommando Unternehmen bei Workuta (Unternehmen Dschungel)
- Kampfgebiet in Zentralrussland
  - Woronesch-Woroschilowgrader Operation
  - Unternehmen Wirbelwind, gescheiterte deutsche Panzeroffensive vom 11. August 1942 bis 22. August 1942 am Mittelabschnitt der Ostfront
  - Schlacht von Rschew
    - Operation Mars gescheiterte sowjetische Offensive bei Reshew.
- Kampfgebiet in Südrussland/Ukraine
  - Kertsch-Feodossijaer Operation
    - Eroberung der Halbinsel Kertsch („Unternehmen Trappenjagd“)
      - Belagerung der Steinbrüche von Adschi-Muschkai

  - Woronesch-Woroschilowgrader Operation
  - Deutsche Sommeroffensive in Südrussland („Fall Blau“)
    - Kesselschlacht bei Kalatsch
    - Vorstoß an die Wolga („Unternehmen Braunschweig“)
    - Unternehmen Blücher
    - Sicherung der Ölvorkommen um Baku („Unternehmen Edelweiß“)
      - Sonderunternehmen zur Aufwiegelung kaukasischer Bergvölker gegen die Sowjetherrschaft („Unternehmen Schamil“)

    - Eroberung der Festung Sewastopol („Unternehmen Störfang“)

  - Schlacht um Stalingrad
    - Weitgehende Eroberung von Stalingrad durch deutsche Truppen
    - Angriff zur Eroberung der letzten Stalingrader Industriebezirke (Unternehmen Hubertus)
    - Operation Uranus – Einkesselung der deutschen 6. Armee im Raum Stalingrad.
    - Unternehmen Wintergewitter – Unternehmen zum Entsatz der in Stalingrad eingeschlossenen deutschen Truppen.
    - Operation Kolzo – Eroberung des Kessels durch sowjetische Truppen.

  - Schlacht am mittleren Don
  - Schlacht bei Charkow (1942)
- Partisanenkrieg in der Sowjetunion
  - Unternehmen Nürnberg
  - Unternehmen Sumpffieber
  - Unternehmen Affenkäfig

Afrika
- Unternehmen Theseus – Wiederaufnahme der Offensive der Achsenmächte in Nordafrika und Einnahme Tobruks.
  - Schlacht von Bir Hakeim
- Schlacht um El Alamein
  - erste Schlacht von El Alamein
  - Schlacht von Alam Halfa
  - zweite Schlacht von El Alamein (Operation Lightfoot, Operation Supercharge)
  - Unternehmen Dora
    - Gefecht bei Bir el Harmat
- Alliierte Landung in Marokko und Algerien („Operation Torch“)
- Tunesien-Feldzug

#### 1943
Westeuropa
- Alliierte Landung in Sizilien („Operation Husky“)
  - Unternehmen Lehrgang (deutsche Rückzugsoperation aus Sizilien)
- Schlacht um Ortona
- Operation Corkscrew
- Deutsche Besetzung Italiens („Fall Achse“)
- Operation Avalanche
- Operation Source
- Dodekanes-Feldzug – Alliierter Landungsversuch auf 3 Inseln der griechischen Dodekanes-Gruppe in der Ägäis.
  - deutsche Landung auf der griechischen Insel Kos („Unternehmen Eisbär“)
  - deutsche Landung auf der griechischen Insel Leros („Unternehmen Leopard“)

Osteuropa
- Kampfgebiet Nordrussland
  - Zweite Ladoga-Schlacht
  - Dritte Ladoga-Schlacht
  - Schlacht von Welikije Luki
- Kampfgebiet Zentralrussland
  - Orjoler Operation
  - Smolensker Operation
  - Panzerschlacht bei Kursk („Unternehmen Zitadelle“)
    - Orjoler Operation
- Kampfgebiet Südrussland/Ukraine
  - Nordkaukasische Operation
  - Kertsch-Eltigener Operation
  - Woronesch-Charkiwer Operation
    - Operation Swesda

  - Belgorod-Charkower Operation
  - Schlacht bei Charkow (1943)
  - Unternehmen Advent
  - Donez-Mius-Offensive
  - Schlacht um das Donezbecken
  - Schlacht am Dnepr
    - Schlacht um Kiew (1943)

Südosteuropa
Jugoslawien:
- Schlacht an der Neretva
- Schlacht an der Sutjeska

Afrika
- Schlacht um Tunesien
- Schlacht am Kasserinpass
- Schlacht von Ksar Ghilane
- Schlacht um die Mareth-Linie

Asien
- Unternehmen Mammut – versuchte Instrumentalisierung der Kurden gegen die britische Herrschaft im Nordirak

#### 1944
Westeuropa
Italien:
- Schlacht um Monte Cassino
- Landung der Alliierten bei Anzio („Operation Shingle“)
- Schlacht von Gemmano
- Schlacht von Monte Castello

Frankreich:
- Schlacht in der Normandie (Gesamt-„Operation Overlord“, früherer Name Operation Hammer; fehlerhaft umgangssprachlich die Invasion in Frankreich)
  - Exercise Tiger, Manöver in Südengland (Devon) mit hohen Verlusten
  - Täuschungsmanöver der Alliierten („Operation Fortitude“)
  - Alliierte Landung in der Normandie („Operation Neptune“, frz. Débarquement, Beginn am D-Day)
    - Operation Tonga (Fallschirmjäger-Anteil)

  - Utah Beach, Omaha Beach, die US-amerikanischen Sektoren
  - Schlacht um Caen, die Kämpfe im britisch-kanadischen Sektor (Sword - (GB), Juno - (Ca), Gold Beach (GB) oder engl. Battle for Caen); einzelne Operationsnamen im Zusammenhang damit (Juni–Aug. 1944) sind: die Operation Perch (9. bis 14. Juni); usw. Epsom (25. bis 30. Juni), Windsor (4. bis 5. Juli), Charnwood (7. bis 9. Juli), Jupiter (10. bis 11. Juli), Goodwood (18. bis 20. Juli), Spring (25. bis 27. Juli), Bluecoat (30. Juli bis 7. August), das deutsche Unternehmen Lüttich (Gegenangriff, 6. bis 8. August), Totalize (7. bis 10. August), Tractable (14. bis 15. August) und die Schlusskämpfe in der Falaise Pocket, dem Kessel von Falaise (16. bis 20. August).
  - Schlacht um Saint-Lô
  - Schlacht um Villers-Bocage
  - Schlacht um Carentan
  - Schlacht um Cherbourg
  - Unternehmen Lüttich
  - Ausbruch aus dem Brückenkopf / Avranches, St. Malo (Operation Cobra)
  - Kessel von Falaise (Falaise Pocket)
- Schlacht um die Bretagne
- Operation Dragoon – Landung der Alliierten in Südfrankreich, auch Operation Anvil (= Amboss)
- Befreiung von Paris — La Libération de Paris
- Belagerung von Dünkirchen (1944–1945)
- Kämpfe um Elsass und Lothringen (1944)
  - Kampf um Metz
  - Kampf um Nancy
  - Brückenkopf Elsass

Beneluxländer und Deutschland:
- Kessel von Mons
- Schlacht um Geel
- Alliiertes Luftlandeunternehmen bei Arnheim und Nimwegen („Operation Market Garden“)
  - Schlacht um Arnheim
  - Schlacht von Overloon
- Schlacht an der Scheldemündung
- Schlacht am Kapelsche Veer
- Kämpfe an der Rurfront
  - Schlacht um Aachen
  - Schlacht bei Linnich
  - Operation Queen
  - Schlacht im Hürtgenwald („Allerseelenschlacht“)
  - Schlacht bei Wahlerscheid
- Deutsche Gegenoffensive in den Ardennen („Unternehmen Wacht am Rhein“)
  - Belagerung von Bastogne
- Gefechte um Hechtel (Belgien)

Osteuropa
- Kampfgebiet Nordrussland/Baltikum
  - Leningrad-Nowgoroder Operation
  - Pskow-Ostrower Operation
  - Schlacht um den Brückenkopf von Narva
    - Unternehmen Tanne Ost (Landungsunternehmen auf der Ostseeinsel Hochland (russ. Hogland))
    - Rückzug der Heeresgruppe Nord aus Estland (Unternehmen Aster)
    - Unternehmen Doppelkopf

  - Baltische Operation
- Kampfgebiet Mittelrussland/Weißrussland/Polen/Ostdeutschland
  - Zerschlagung der Heeresgruppe Mitte („Operation Bagration“)
    - Panzerschlacht vor Warschau
    - Gumbinnen-Goldaper Operation
    - Schlacht von Memel
    - Warschauer Aufstand
    - Aktion Burza
- Kampfgebiet Ukraine/Bessarabien
  - Dnepr-Karpaten-Operation
    - Beresnegowatoje-Snigirjower Operation
    - Proskurow-Czernowitzer Operation
      - Kesselschlacht von Kamenez-Podolski

    - Polesier Operation
    - Kesselschlacht von Tscherkassy

  - Lwiw-Sandomierz-Operation
  - Ostkarpatische Operation
  - Schlacht um die Krim
  - Operation Jassy-Kischinew
- Kampfgebiet Rumänien, Ungarn & Slowakei
  - Unternehmen Margarethe
  - Kampf um Ungarn
    - Debrecener Operation
    - Apatin-Kaposvarer Operation
    - Schlacht um Budapest
      - Unternehmen Unke-Nikolaus

  - Slowakischer Nationalaufstand in der Zentralslowakei gegen die faschistische Regierung Tiso und deren deutschen Unterstützungstruppen.
- Kampfgebiet Jugoslawien
  - Unternehmen Rösselsprung (1944)
  - Schlacht um Belgrad
  - Unternehmen Wildkatze
- Kampfgebiet Karelien/Lappland
  - Petsamo-Kirkenes-Operation
  - Wyborg-Petrosawodsker Operation – Offensive sowjetischer Truppen in Ostkarelien.
    - Schlacht von Tali-Ihantala – Kampf zwischen der Sowjetunion und Finnland um die karelische Landenge.

  - Amphibische Operation bei Liinahamari
  - Lapplandkrieg – Bezeichnung für eine Vielzahl von Gefechten zwischen deutschen und finnischen Truppen, nach dem Seitenwechsel Finnlands.
    - Unternehmen Tanne Ost

#### 1945
Westeuropa
- Unternehmen Nordwind
- Operation Blackcock (14.–26. Januar 1945: Eroberung des Rur-Dreiecks zwischen Roermond, Sittard und Heinsberg)
- Schlacht im Reichswald (7.–22. Februar)
  - Operation Blockbuster
- Operation Lumberjack (ab 1. März 1945)
  - Brücke von Remagen (7. März)
- Operation Undertone (15.–24. März) – Brachte die Pfalz, Teile des Rheinlandes und die während Unternehmen Nordwind zeitweilig verlorenen Gebiete des nördlichen Elsass und Lothringens unter alliierte Kontrolle.
- Operation Plunder (Überquerung des Rheins zwischen Emmerich und Wesel)
  - Operation Varsity
  - Operation Archway
  - Operation Flashpoint
- Schlacht um Aschaffenburg (26. März–3. April 1945)
  - Panzerraid nach Hammelburg (26.–28. März 1945)

- Schlacht um Crailsheim (5.–21. April 1945)
- Schlacht um Würzburg
- Kampf um Merkendorf
- Ruhrkessel
- Aufstand georgischer Einheiten der Wehrmacht auf Texel (NL)
- Schlacht um Nürnberg (16.–20. April)
- Gefechte bei Struth (Thüringen)
- Schlacht um Schloss Itter
- Kämpfe im Bezirk Oberwart 1945
- Kriegsende im Südschwarzwald (1945)

Osteuropa
- Polen/Deutschland
  - Weichsel-Oder-Operation
    - Schlacht um Posen
    - Unternehmen Hannibal

  - Westkarpatische Operation
  - Schlacht um Ostpreußen
    - Ostpreußische Operation (1945)
      - Heilsberger Operation
        - Kesselschlacht von Heiligenbeil

    - Schlacht um Königsberg
    - Eroberung Tilsits 1945 Eroberung Tilsits 1945

  - Niederschlesische Operation
    - Belagerung von Breslau
    - Belagerung von Glogau

  - Oberschlesische Operation
  - Schlacht um Ostpommern
    - Unternehmen Sonnenwende

  - Schlacht um Wien
    - Kampf um Alland

  - Schlacht um Berlin
    - Kampf um Küstrin
    - Schlacht um die Seelower Höhen
    - Cottbus-Potsdamer Operation
    - Der Kessel von Halbe
    - Kessel von Kausche
    - Schlacht um Bautzen
    - Stettin-Rostocker Operation

  - Preßburg-Brünn-Operation
  - Mährisch-Ostrauer Operation
  - Prager Operation
    - Prager Aufstand
    - Schlacht bei Sliwitz
- Ungarn
  - Operation Frühlingserwachen
- Partisanenkrieg
  - Unternehmen Anton I
  - Gefecht bei Kuryłówka Kämpfe zwischen sowjetischen NKWD-Einheiten und polnischen Freischärlern im Mai 1945

## Belagerungen
- Belagerung von Leningrad
- Belagerung von Odessa
- Belagerung von Sewastopol
- Belagerung von Tobruk
- Belagerung von Budapest
- Belagerung Maltas
- Belagerung von Glogau

## Stellungen und Verteidigungslinien
- Atlantikwall
- Árpád-Linie
- Äußerer Londoner Verteidigungsring
- Barbara-Linie
- Befestigter Raum Nr. 1 Kiew
- Befestigter Raum Nr. 22 Karelien
- Befestigtes Gebiet Hela
- Befestigtes Gebiet Sarny
- Coquet Stop Line
- Friesenwall
- General Headquarters Line
- Gin Drinkers Line
- Gustav-Linie
- Gotenlinie
- Kuban-Brückenkopf (Gotenkopf Stellung)
- Hardenberg-Stellung
- Heilsberger Dreieck
- Kammhuber-Linie
- K-W-Linie
- Limmatlinie
- Libyscher Grenzzaun
- Mareth-Linie
- Maginot-Linie
- Mannerheim-Linie
- Maunsell Forts
- Metaxas-Linie
- Mius-Stellung
- Molotow-Linie
- Neckar-Enz-Stellung
- Nibelungen-Stellung
- Oderstellung
- Otto-Linie
- Ostwall
- Ostwall
- Panther-Wotan-Linie (in der Sowjetunion)
- Peel-Raam-Stellung
- Stellung Plamort
- Polnische Festungszone in Ostoberschlesien
- Pommernwall
- Rupnik-Linie
- Salpa-Linie
- Schonen-Linie
- Schusterlinie
- Schweizer Réduit
- Seelöwen-Stellung
- Shivering Sands
- Südwall
- Südostwall (Reichsschutzstellung)
- Sura-Linie
- Stalin-Linie
- Sturmbock-Stellung
- Susanne-Stellung
- Taunton Stop Line
- Tschechoslowakischer Wall
- Tyne Stop Line
- Ligurischer Wall (Vallo Ligure)
- Vallo Alpino
- Verteidigungsstellung Nordwall
- VKT-Linie
- Volturno-Linie
- VT-Linie
- Westfalenwall
- Westwall ("Siegfried-Linie")
- Wetterau-Main-Tauber-Stellung
- Weygand-Linie

## Seekrieg

### Atlantik
Schlacht im Atlantik
- U-Boot-Krieg
  - Unternehmen Paukenschlag
  - Operation Teardrop
- Unternehmen Rheinübung
- Unternehmen Regenbogen
- Unternehmen Rösselsprung
- Unternehmen Weserübung
- Unternehmen Cerberus
- Karibikschlacht
- Wetterstation Kurt
- Operation Postmaster
- Operation Kopenhagen
- Handstreich auf Granville
- Operation Frankton

### Ostsee
- Plan Worek
- Unternehmen Hannibal
  - Unternehmen Walpurgisnacht (Evakuierung von deutschen Zivilisten und Soldaten von der Öxhöfter Kämpe nach Hela)
- Unternehmen Beowulf
- Unternehmen Siegfried
- Unternehmen Tanne Ost
- Unternehmen Aster
- Operation der polnischen Marine zur Abwehr deutscher Seelandungen
- Operation der polnischen Marine zur Überführung großer Überwasserschiffe nach Großbritannien
- Sowjetische Invasion Bornholms

### Nordmeer
- Operation Gauntlet
- Unternehmen Wunderland
- Unternehmen Wunderland 2
- Unternehmen Sizilien
- Unternehmen Knospe
- Unternehmen Nußbaum
- Unternehmen Kreuzritter
- Unternehmen Haudegen
- Unternehmen Regenbogen
- Unternehmen Holzauge
- Wetterstation Schatzgräber

### Schwarzes Meer
- Unternehmen Blücher
- Unternehmen Blücher 2

### Mittelmeer
- Unternehmen Sonnenblume

### Indischer Ozean
- Monsunboote
- Operation Kairo

### Pazifik
- Nachkriegsereignis Operation Deadlight

### Südpolarmeer
- Operation Tabarin

## Luftkrieg

### Italien
- Luftangriff auf Tarent

### Frankreich und Benelux
- Unternehmen Bodenplatte (Flugplätze der Alliierten)
- Operation Squabble (Propagandaaktion)

### Balkan
- Luftangriff auf Kjustendil
- Luftangriff auf Belgrad im Jahr 1941
- Luftlandeschlacht um Kreta (Unternehmen Merkur)
- Operation Frantic, „Shuttle bombing“
- Luftangriffe auf Ploiești
- Operation Tidal Wave

### Großbritannien
- Luftschlacht um England
- Luftangriffe auf Coventry (Unternehmen Mondscheinsonate)
- Unternehmen Steinbock

### Japan
- Luftangriffe auf Tokio

### Sowjetunion
- Luftangriffe auf Moskau
- Luftangriffe auf Gorki

### Nordafrika
- Sonderkommando Blaich

## Geplante, aber nicht durchgeführte Operationen
- Invasion Englands („Unternehmen Seelöwe“)
  - Ablenkungsunternehmen für Unternehmen Seelöwe („Unternehmen Herbstreise“)
- Eroberung Gibraltars („Unternehmen Felix“)
- Eroberung Leningrads („Unternehmen Nordlicht“)
- Besetzung der Schweiz („Unternehmen Tannenbaum“)
- Eroberung Maltas durch Luftlandetruppen („Unternehmen Herkules“)
- Besetzung der Fischerhalbinsel im Nordmeer („Unternehmen Wiesengrund“)
- Invasion Islands („Unternehmen Ikarus“)
- Besetzung der finnischen Ålandinseln („Unternehmen Tanne West“)
- Zerstörung des Panamakanals („Unternehmen Pelikan“)
- Invasion Spaniens und Portugals („Unternehmen Isabella“)
- Planungen der Kriegsmarine für das Kaspische Meer

## Kartografische Darstellung
Für George C. Marshall, den Chief of Staff der US-Army, wurde 1945 ein Atlas produziert, der im zweiwöchigen Abstand den Frontverlauf vom 1. Juli 1943 bis zum 15. August 1945 wiedergab. Sein Titel hieß Atlas of the World Battle Fronts in Semimonthly Phases to August 15 1945
Dazu die Legende:
* Weiß: Gebiet der Achsenmächte
* Pink: Gebiet der Alliierten
* Rot: Gebietsgewinne der Alliierten zur vorhergehenden Karte
* Schwarz: Gebietsgewinne der Achsenmächte zur vorhergehenden Karte
* Grau: Neutrale
Europa – Hier einige Beispiele – Asien

#### Juli, 1.–15.

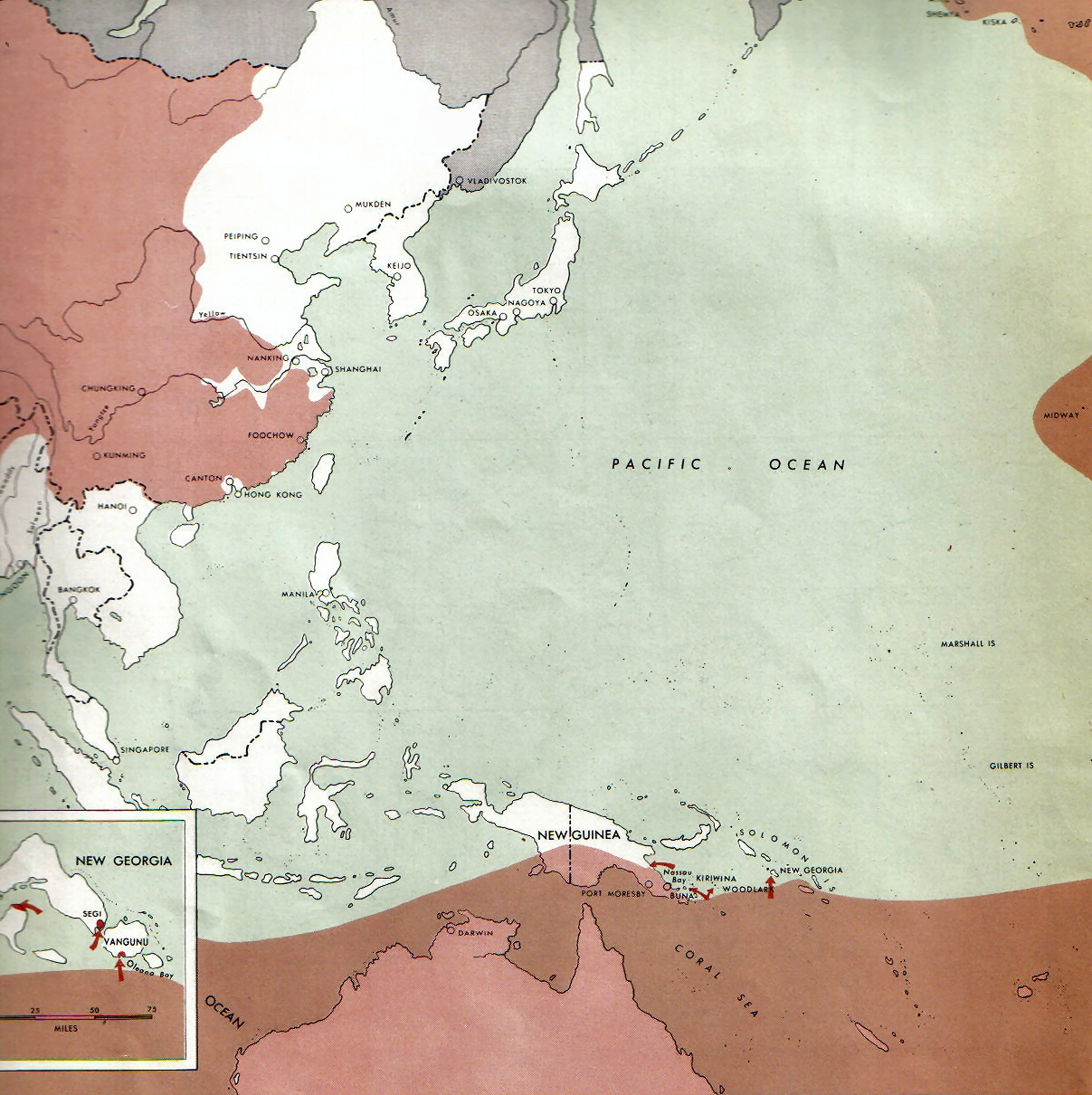

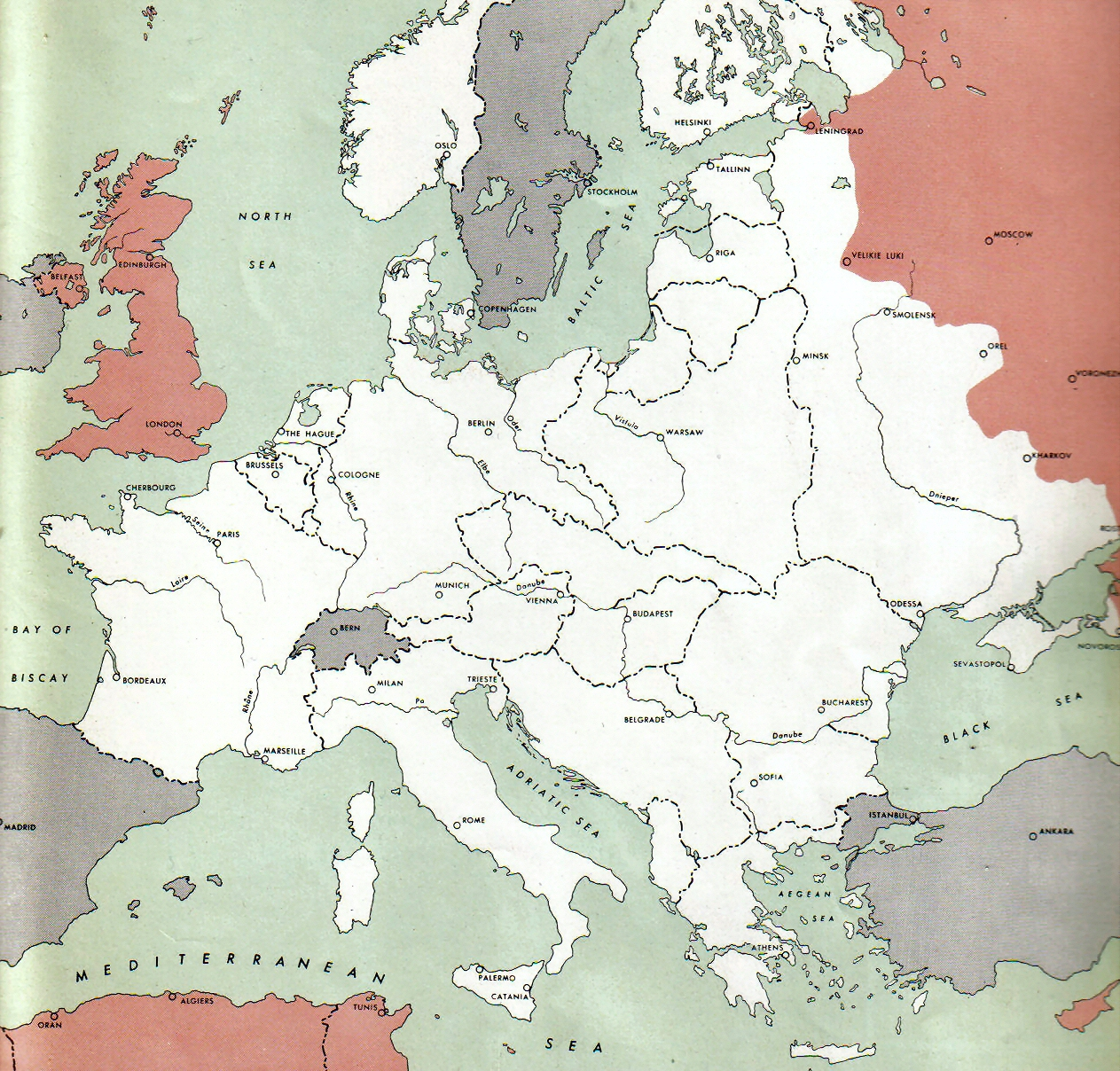

#### Dezember, 1.–15.

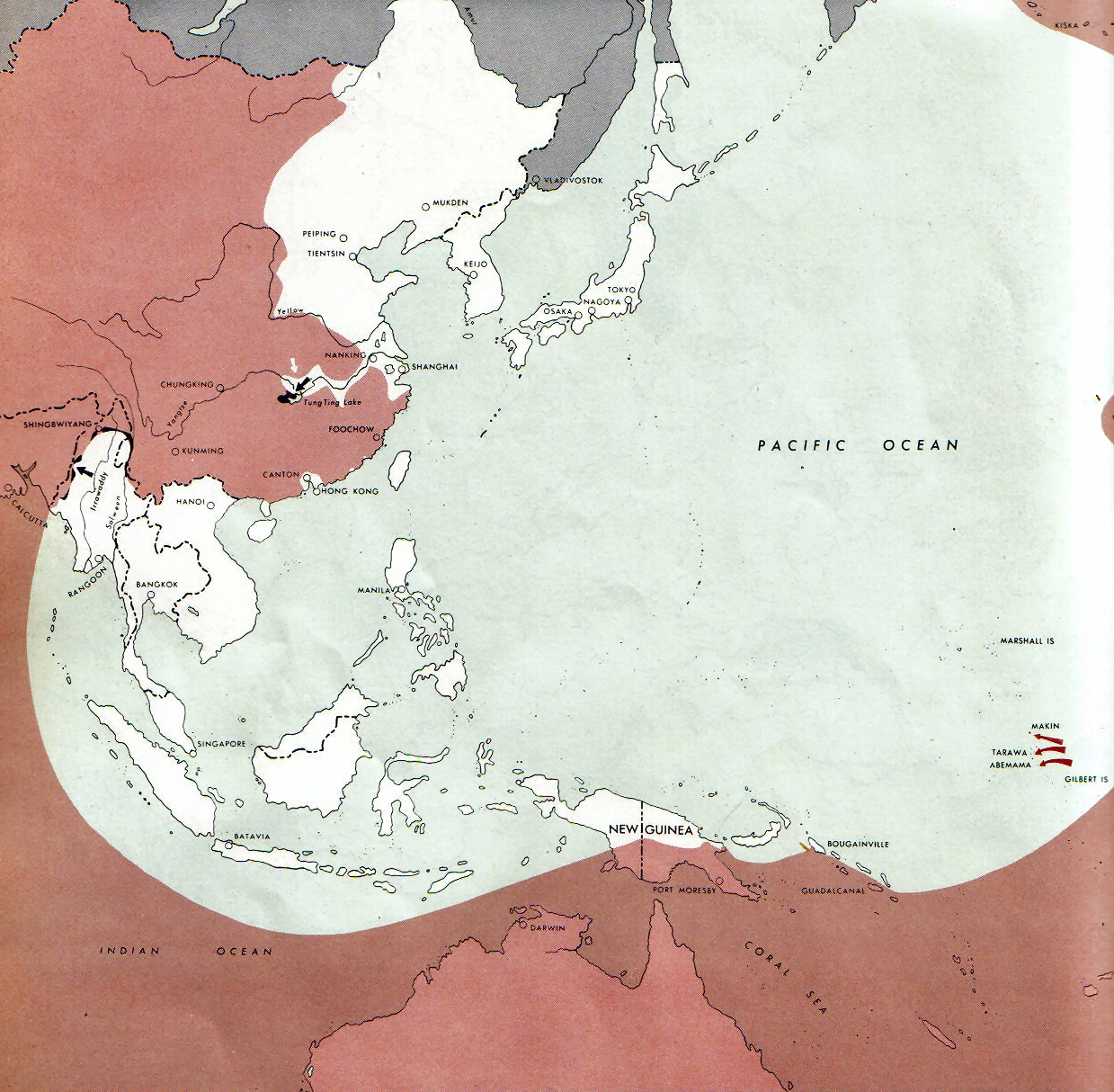

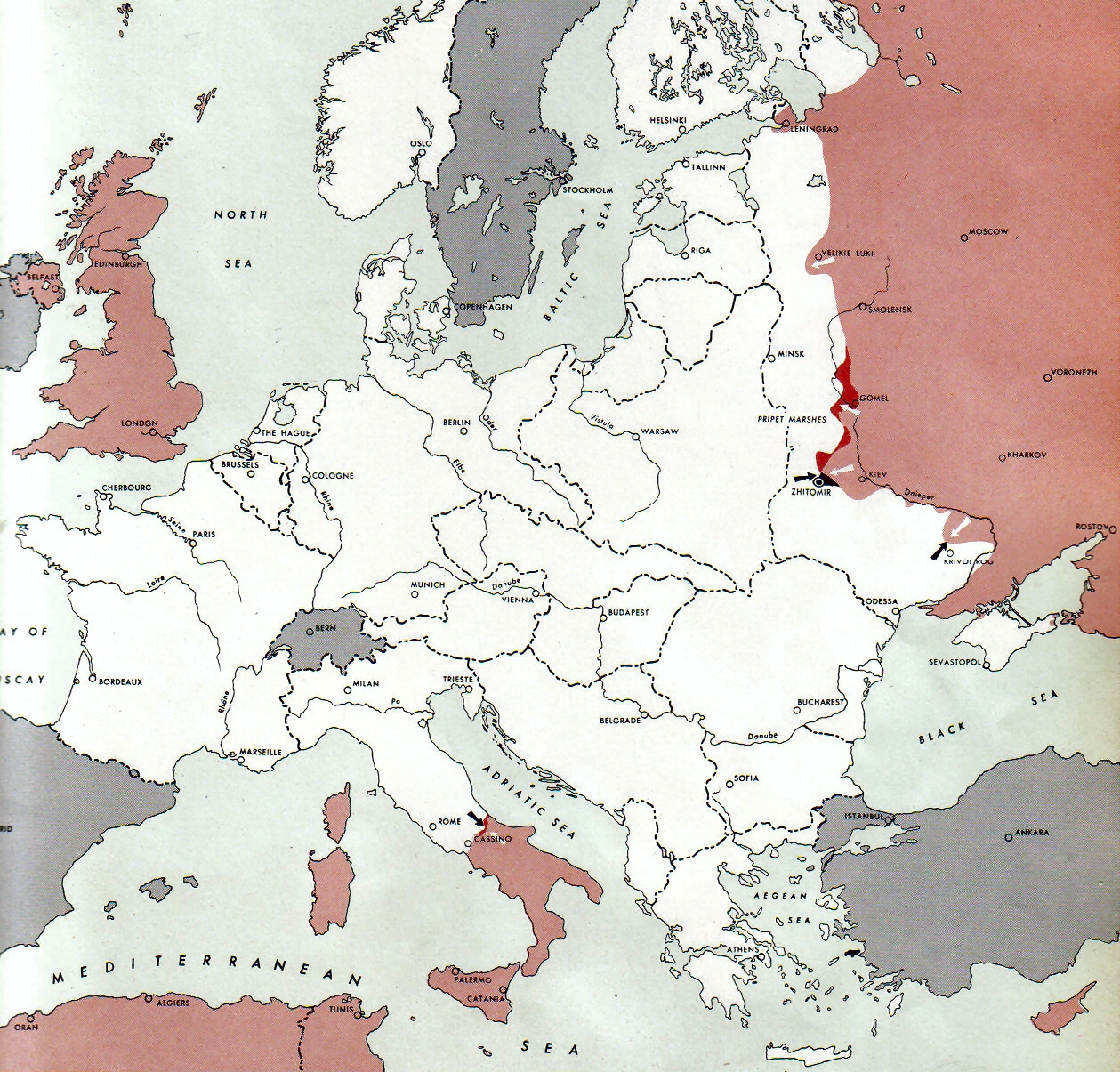

#### April, 1.–15.

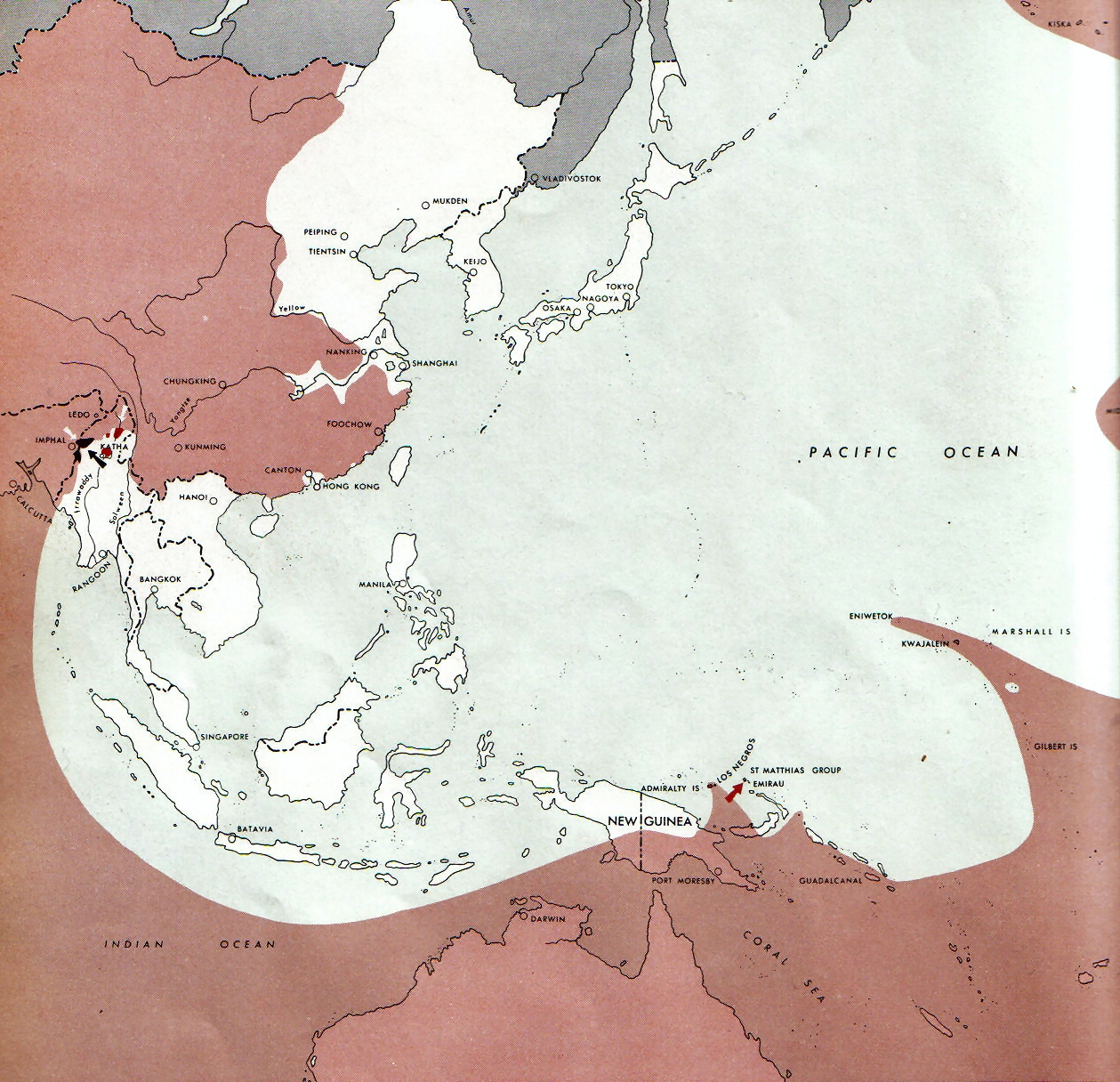

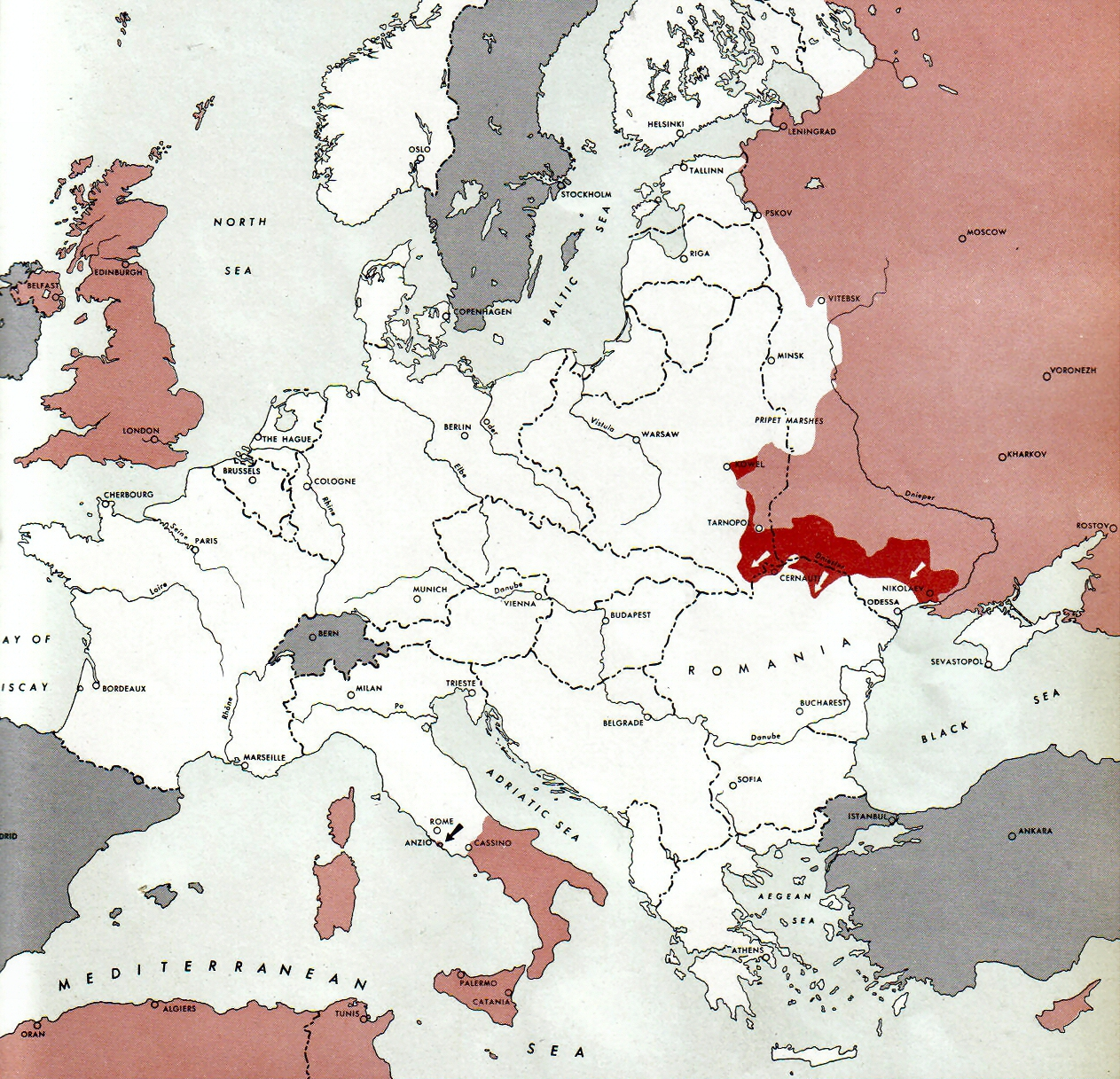

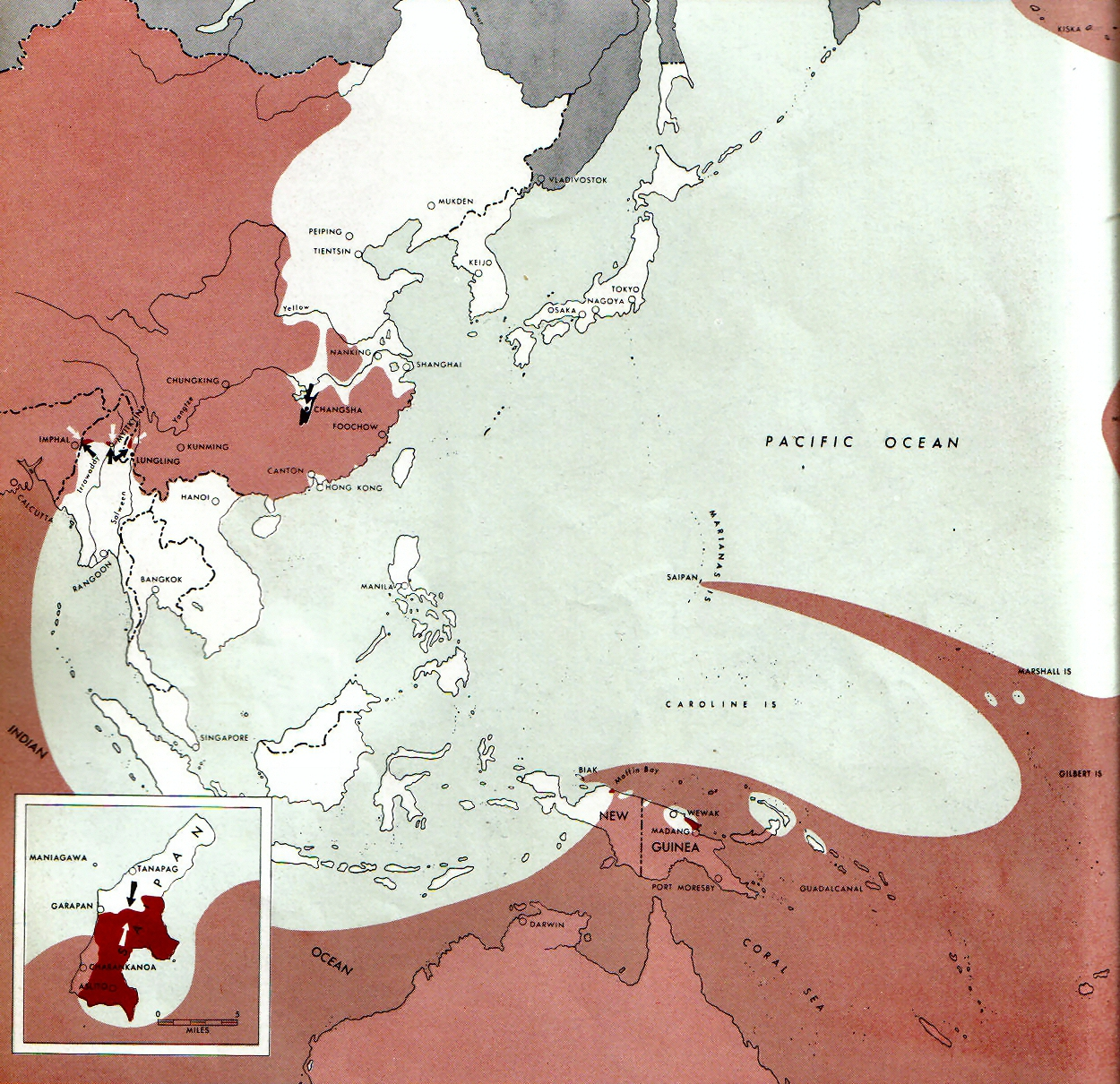

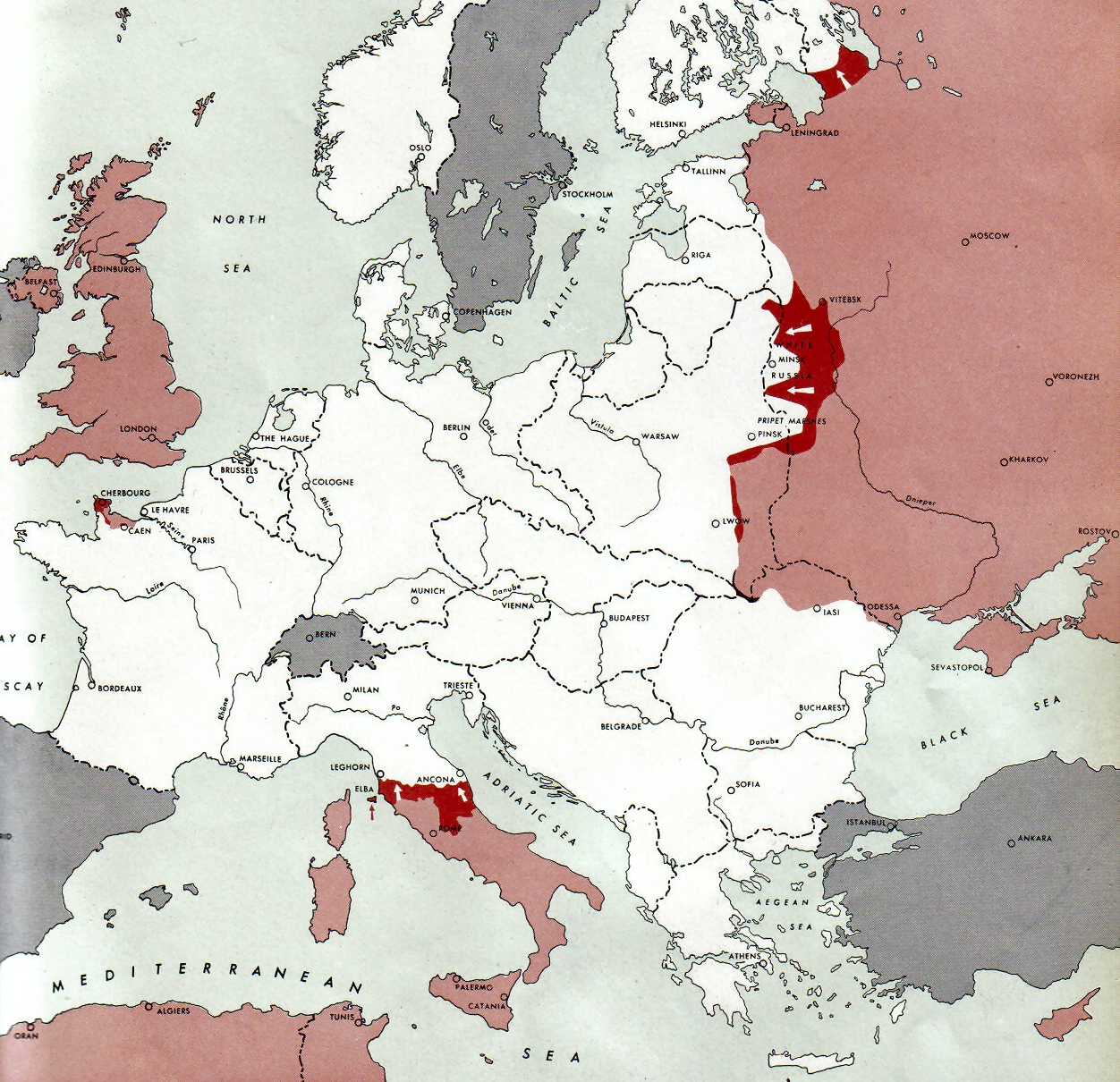

#### September, 1.–15.

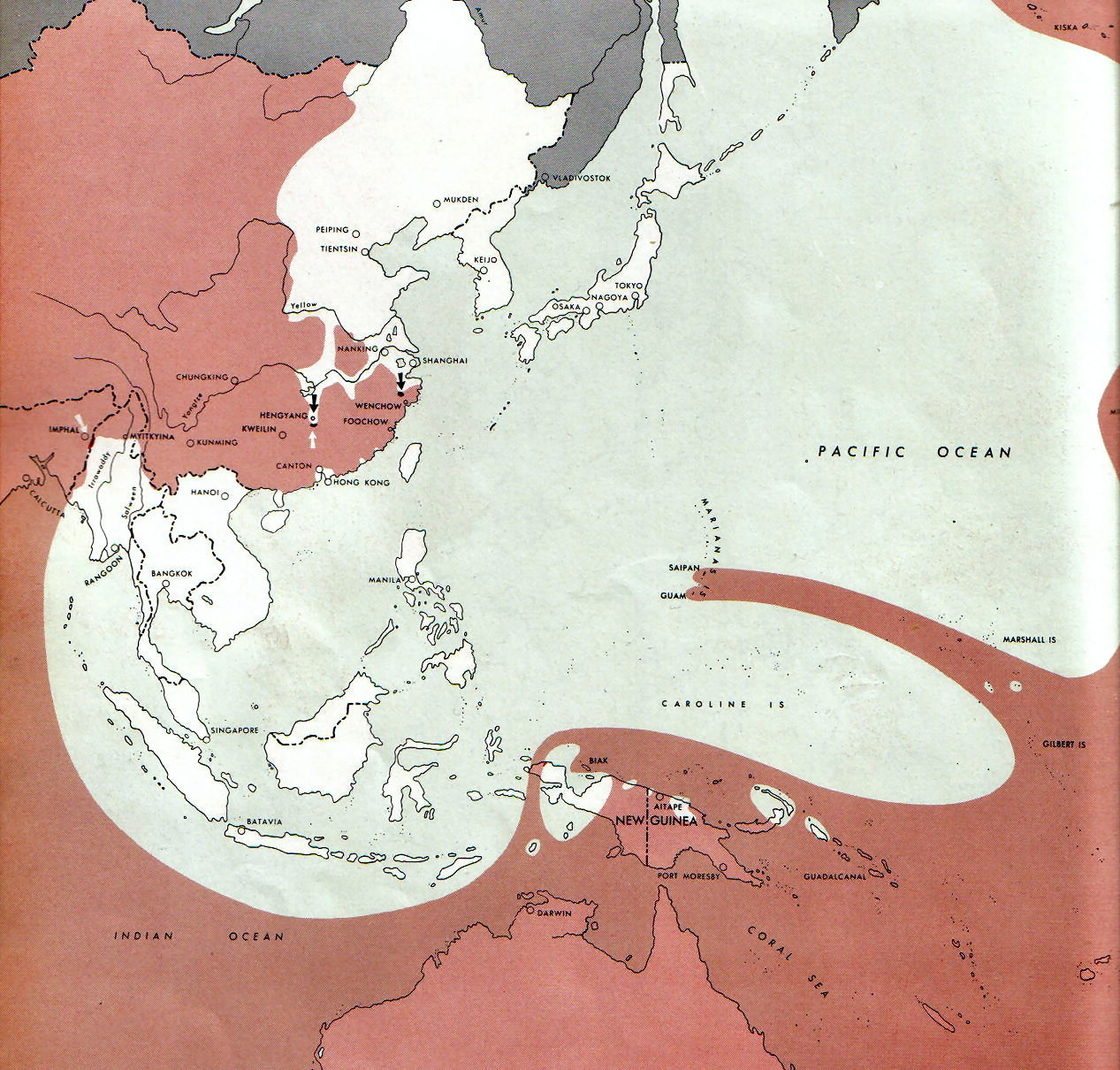

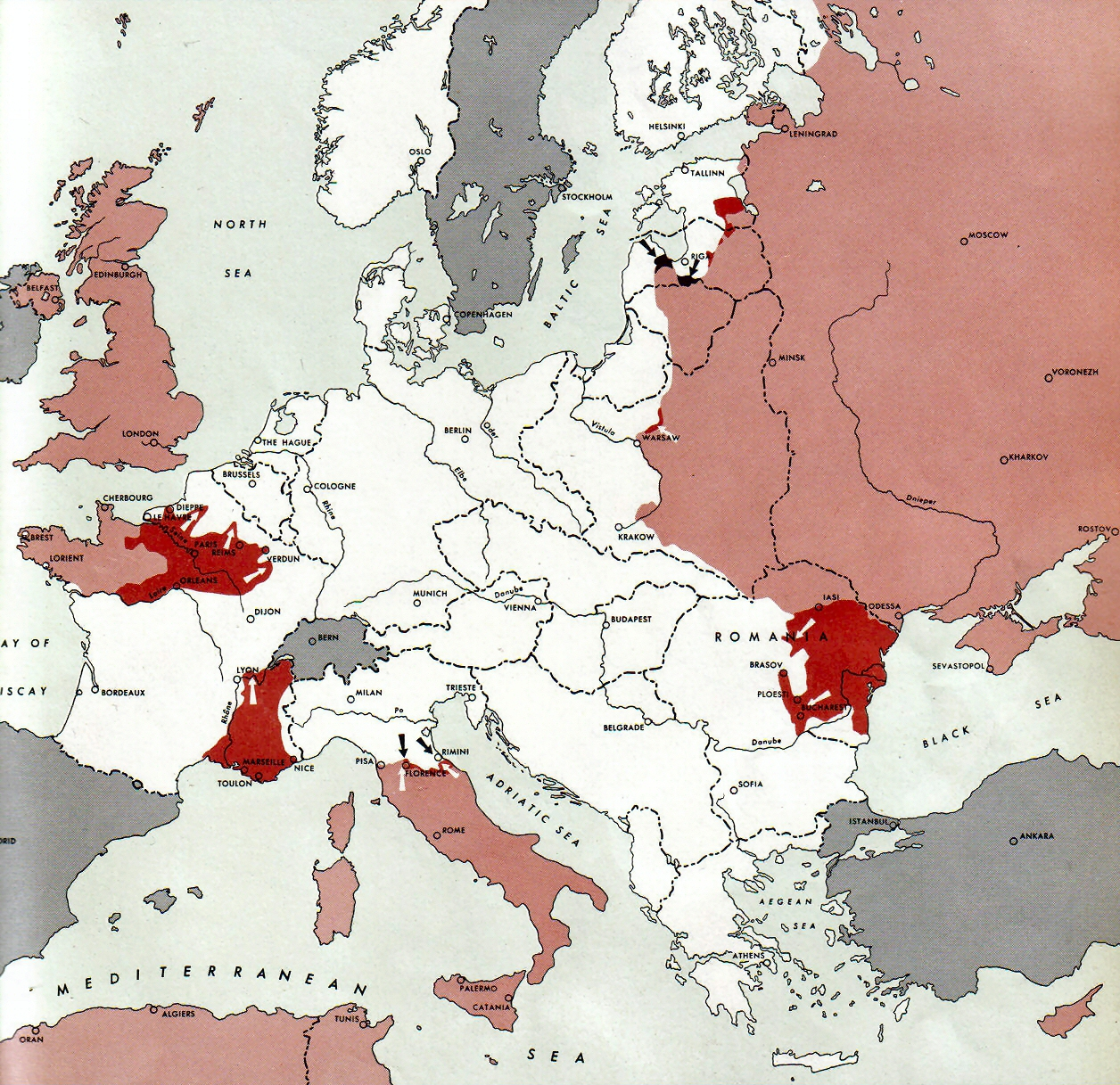

### Februar 1945, 1.–15.

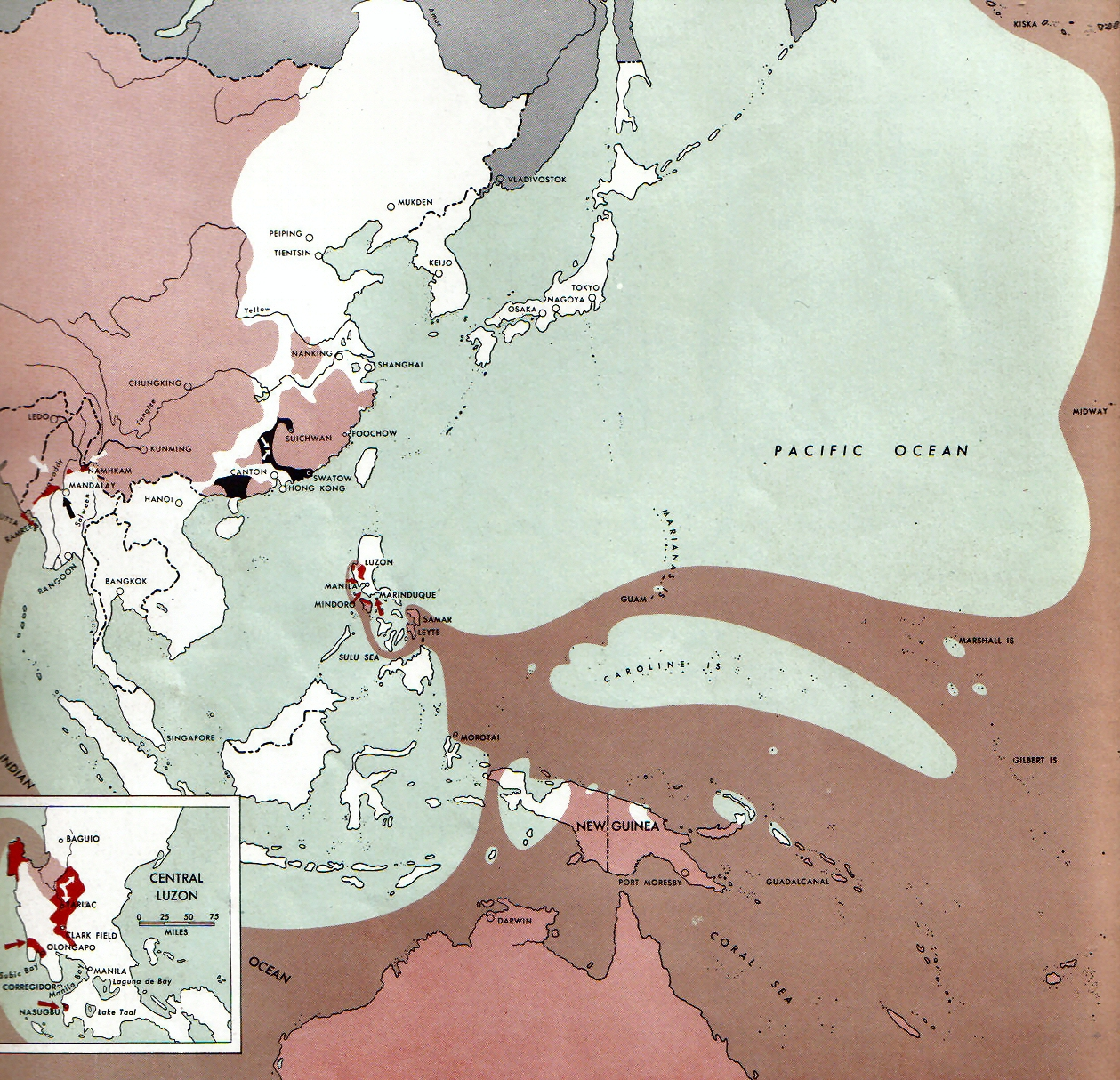

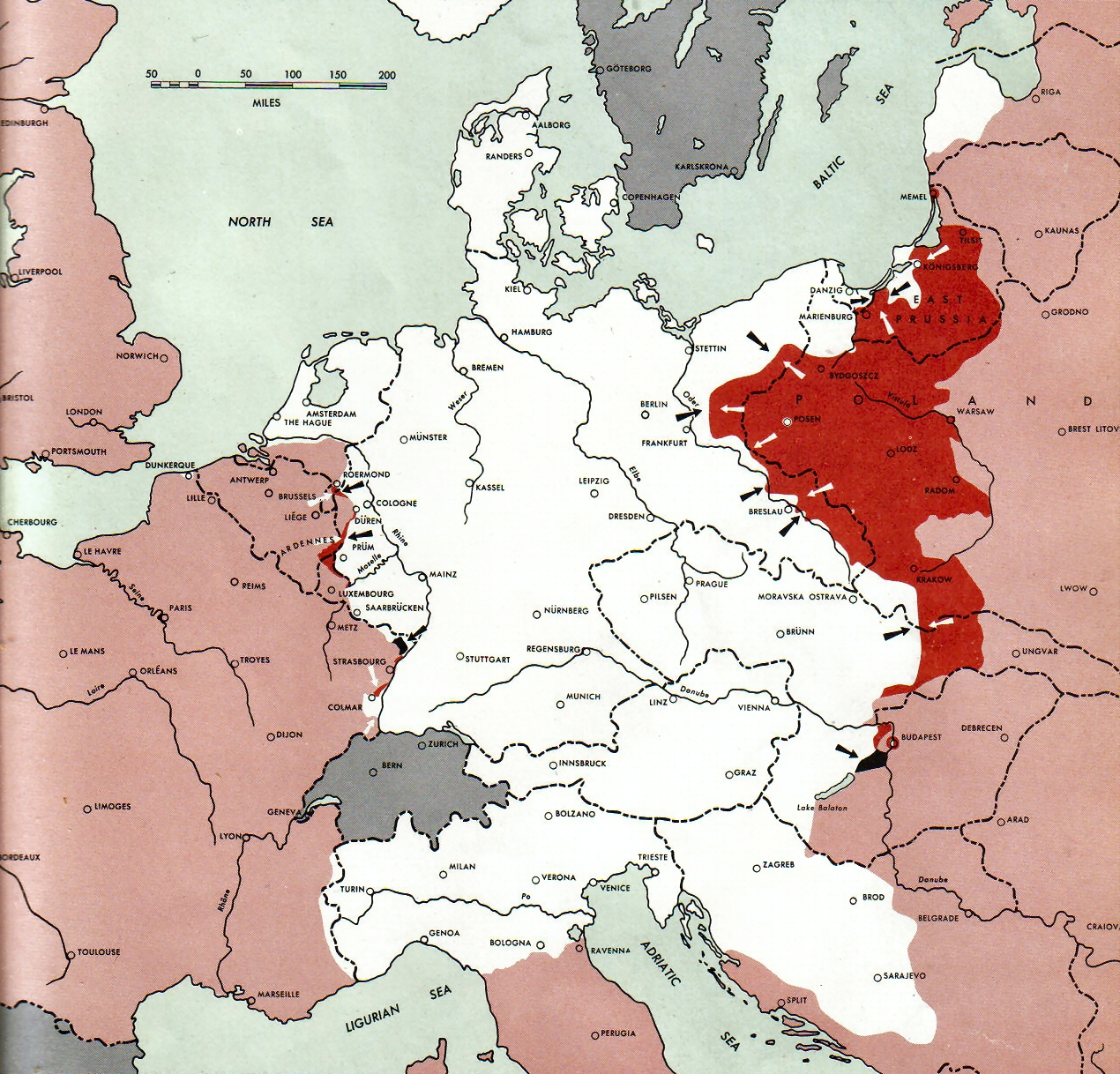

#### Mai 1945, 1.–15.

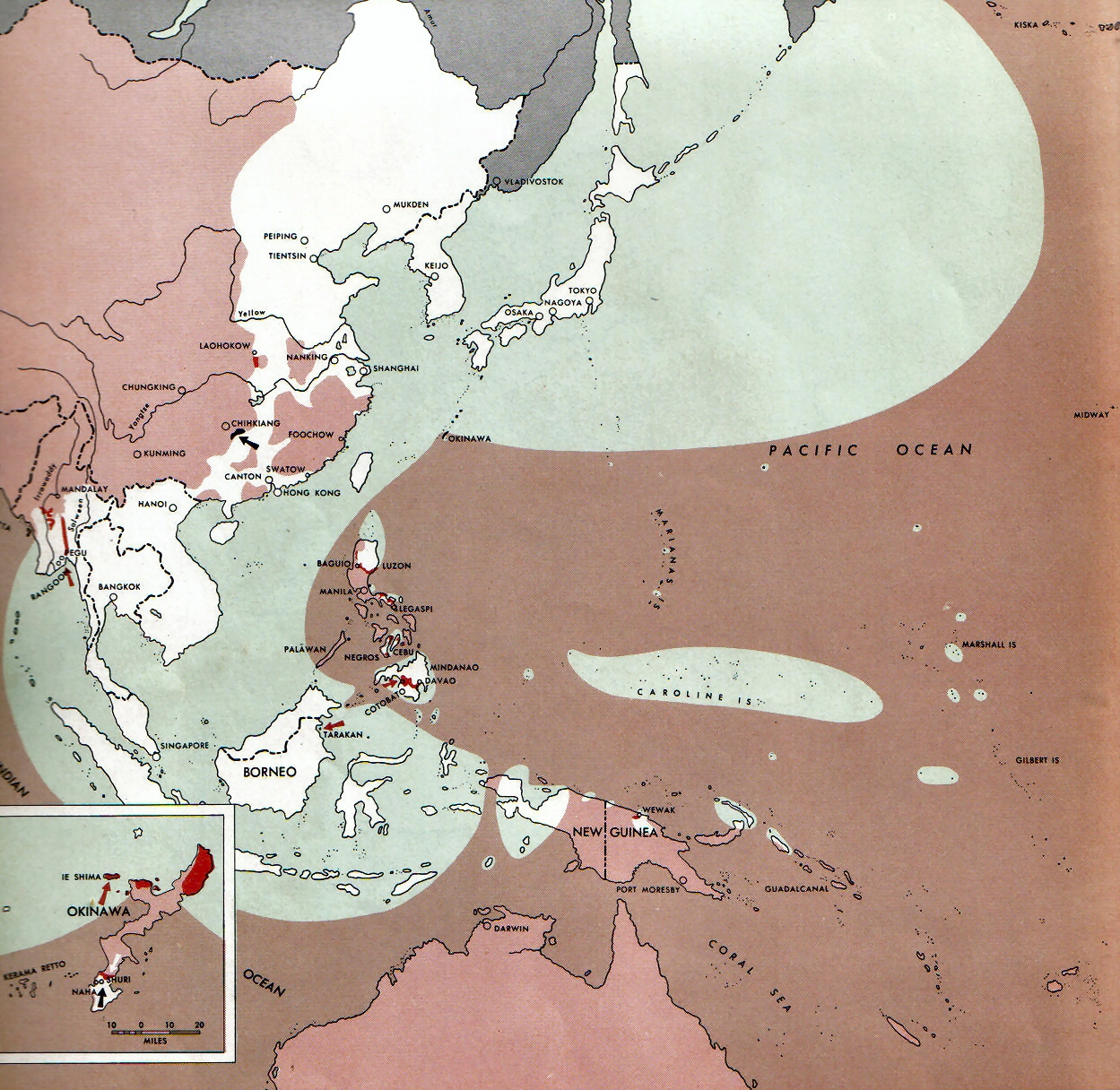

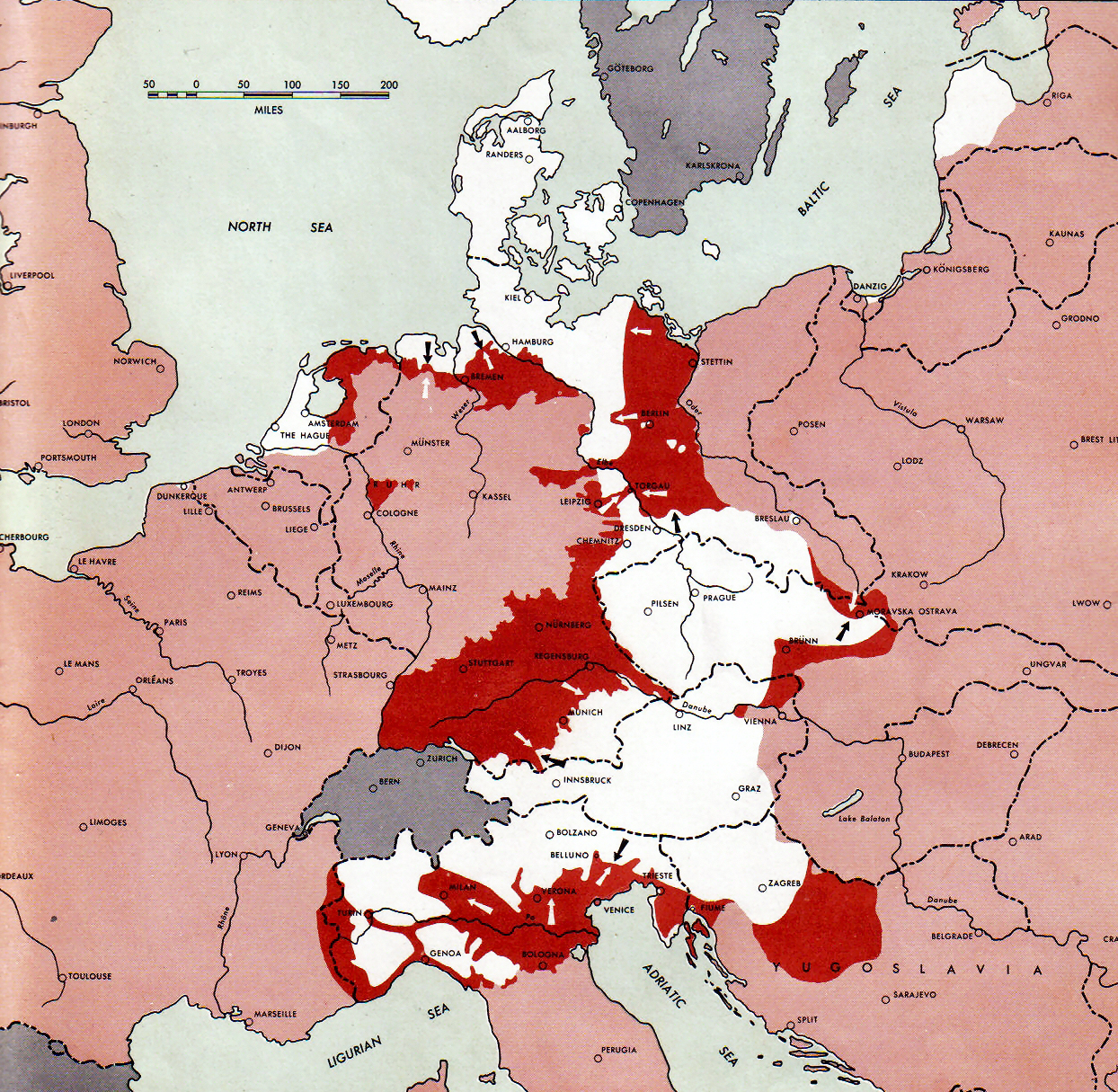

#### August 1945, 1.–15.

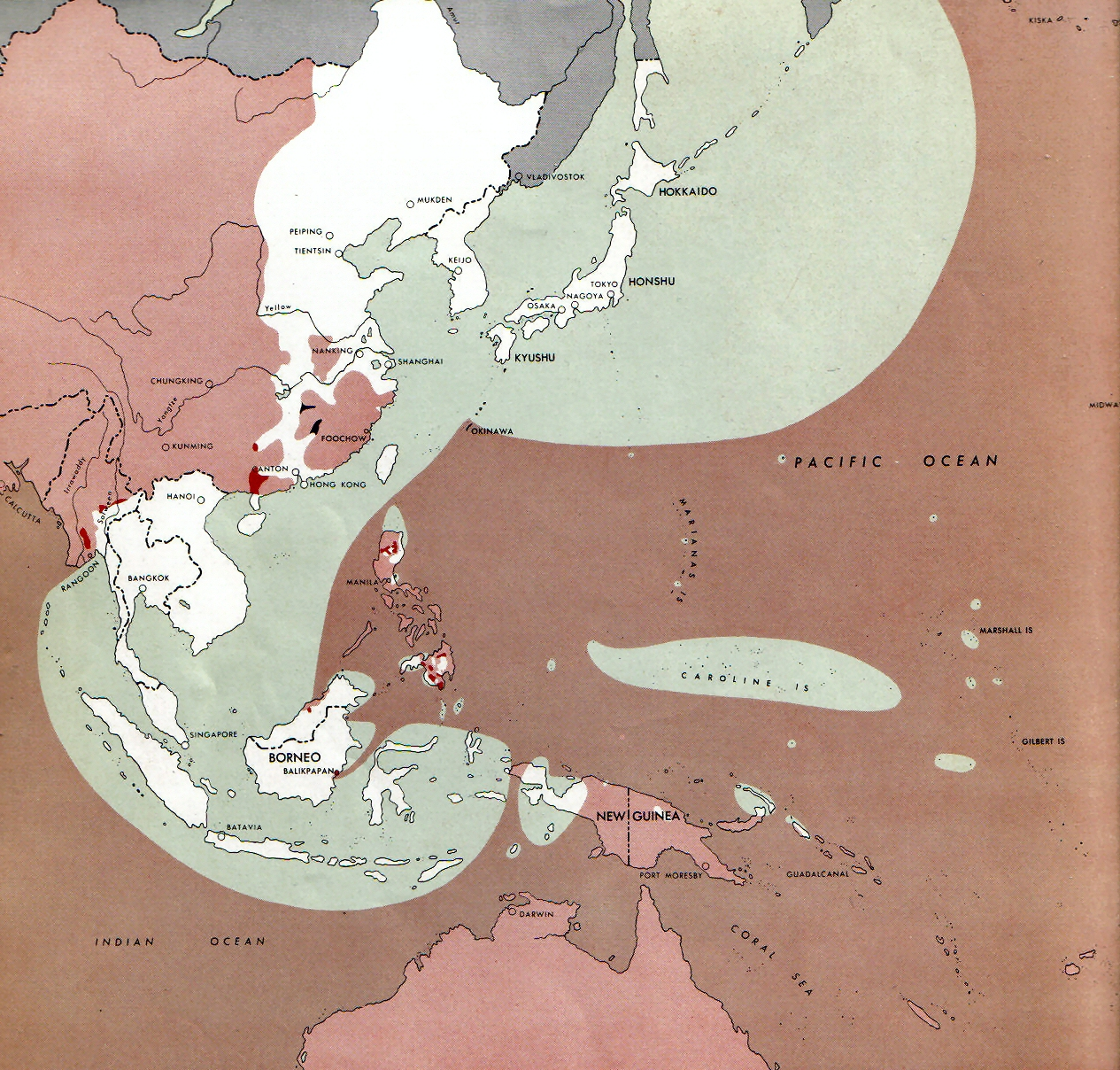